# Soribada
Soribada (ソリバダ、朝鮮語: 소리바다) は、ヤン兄弟（ヤン・ジュンファン Yang Jung-hwan とヤン・イルファン Yang Il-hwan）によって開発された韓国初のPeer to Peerのファイル共有ソフトである。2000年にサービスが開始され「韓国のNapster」と呼ばれている。なお、Soribadaは"音の海"もしくは"音の受信"を意味する。
Soribada は2002年7月に韓国の裁判官 Kim Sun-Hyeの出した裁判所命令によって中央サーバーが一度閉鎖されたが、その翌月、ファイルの内容に責任を持たないという約款の下で再開された。裁判後の2003年11月5日に、Soribadaは(株) Soribadaという新名へと改名し、2004年7月にはウェブサイトがP2P検索のポータルサイトとして更新された。さらに、2004年12月に有料のMP3サービスを開始した。さらに現在、Soribadaman、およびFilebadaの両プログラムをリリースしている。
Soribadaは韓国で最も多く使用されているP2Pである。Soribadaの最新のバージョンはSoribada6。

## 2002年度の告発
初めて著作権法違反で告発された。

## Soribada 2.0
Soribada 2.0は、中央サーバーを持たないピュアP2Pとして利用者にファイル交換機能を提供したことから、Soribadaの開発者を起訴することが難しくなった。そのためKAPP（韓国レコード製作者協会）は、開発者の代わりに個々の利用者を訴えていった。これに対し、開発者のYang Jung-hwanはこの手法に関して「100MBを超える容量を持つメールサービスが複数存在する状況下なのだから、ネチズンはマーケット以外でSoribadaと同様の音楽ファイルを共有する他の方法を見つけるだろう。」と述べた。

## 有料販売開始
2004年12月から2005年6月の間に、Soribadaはサーバを通しておよそ500万曲を販売した。検索を行うと、有料販売のダウンロードとフリーダウンロードの両方が表示された。

## 2005年9月のサービス停止
Soribadaは2005年に再び訴えられ、サービスを停止した。Yang Jung-hwanと兄弟のIl-hwan（Soribadaの開発者）は、2005年1月に刑事責任を問われた。ソウル高等裁判所によって、Soribadaのサイトがユーザに対して著作権侵害するよう奨励したと裁決され、完全な閉鎖が命令された。

## Soribada5と6、合法化
Soribada Inc.は、2006年前半にレコード会社および版権の所有者と和解し、2006年7月から商業音楽ダウンロードサービスになった。Soribada5.0と現行のSoribada6.0は非合法なP2Pから合法のP2Pとして商業化された世界で3番目のP2Pサービスである。Soribadaの他には、韓国のMonkey3とアメリカのimeshが同様のサービスで知られている。7,000ウォンの月額料金を支払う顧客は、DRM（Digital Rights Management）なしでMP3をダウンロードすることが可能である。iTunesや他の人気があるオンラインのミュージックストアのように、Soribadaは購入者を特定するためのオーディオ指紋技術を利用している。Soribadaは、韓国でリリースされた約90%の音楽をカバーすると主張している。2008年1月現在、Soribadaは、70万人以上の月額料金を支払う顧客を持つ韓国の2番目に大きい音楽サービスプロバイダーである。